# Constantin-Guy Le Gonidec de Penlan
Pour les autres membres de la famille, voir Famille Le Gonidec.
Constantin-Guy Le Gonidec de Penlan, né à Caen le 12 novembre 1764 et mort à Sainte-Honorine-la-Chardonne le 4 mars 1855, est un militaire et homme politique français.

## Biographie
Fils de Guy-François Le Gonidec de Penlan et de Marie-Elisabeth-Françoise Auvray, admis à l'École militaire de La Flèche le 22 novembre 1774, il émigre au moment de la Révolution, sert à l'armée des Princes. Il rentre en France en 1803. Peu temps après, il devient conseiller général du Calvados. 
Receveur des contributions sous la Restauration, maire de Sainte-Honorine-la-Chardonne, il est élu député, le 13 novembre 1820, par le collège de département de l'Orne. Il siége an centre ministériel, et obtient sa réélection, le 9 mai 1822, dans le 3e arrondissement électoral de l'Orne, avec 114 voix (193 votants, 222 inscrits), contre 69 au baron Rémond, et, le 25 février 1824, avec 101 voix (157 votants, 179 inscrits), contre 54 au prince de Broglie. Au moment de cette dernière élection, Le Gonidec était président du collège électoral de Domfront. 
Il continua de soutenir, durant ces diverses législatures, les ministres et le gouvernement des Bourbons, et quitta la vie politique aux élections de 1827.